# Bembidion consimile
Bembidion consimile är en skalbaggsart som beskrevs av Hayward. Bembidion consimile ingår i släktet Bembidion och familjen jordlöpare. Inga underarter finns listade i Catalogue of Life.